# 奧格斯堡 (伊利諾伊州)
奧格斯堡（英語：Augsburg）是位於美國伊利諾伊州費耶特縣的一個非建制地區。該地的面積和人口皆未知。

## 地理
奧格斯堡的座標為38°52′00″N 89°00′48″W / 38.86667°N 89.01333°W，而該地的平均海拔高度為171米（即561英尺）。